# Thomas Gebauer
Thomas Gebauer (ur. 30 czerwca 1982 w Augsburgu) – niemiecki piłkarz występujący na pozycji bramkarza. Wychowanek TSV Meitingen, obecnie jest zawodnikiem i kapitanem austriackiego klubu SV Ried. Zdobywca pucharu Austrii z 2011 roku. W październiku 2012 roku otrzymał również austriackie obywatelstwo.